# Chiesa di Saint-Philippe-du-Roule
Saint-Philippe-du-Roule (in francese: Église Saint-Philippe-du-Roule) è una chiesa cattolica di Parigi, situata nell'VIII arrondissement.

## Storia
L'agglomerato del Roule cominciò a formarsi a poca distanza dal nucleo storico di Parigi a partire dall'epoca merovingia. Verso il 1200, la potente corporazione parigina dei monetieri vi costruì un edificio da destinare agli operai lebbrosi. Nel 1217 la popolazione del borgo era abbastanza numerosa per giustificare la costruzione di una cappella, che venne dedicata ai santi Filippo e Giacomo, protettori dei monetieri. 
Nel XVI secolo il lazzaretto divenne una fattoria le cui terre coprivano più di 30 ettari e, a partire dal 1699, il borgo divenne sede di una parrocchia che trovò sede nella suddetta cappella.
La cappella, ormai fatiscente, fu demolita nel 1739 e per alcuni decenni gli abitanti dovettero andare a messa in una stalla. Il parroco avanzò la richiesta per una chiesa nel 1764 e da allora ci furono vari progetti, ma fino al 1768 non furono disponibili i fondi necessari, quando fu ceduto dal re Luigi XV di Francia un terreno adatto.
La costruzione, che si protrasse dal 1772 dal 1784, fu eseguita su progetto dell'architetto Jean Chalgrin, rappresentante di spicco della corrente neoclassica. 
Inizialmente la chiesa presentava una volta a botte decorata mediante cassettoni, che correva su una trabeazione sorretta da una fitta successione di colonne ioniche.
Nell'Ottocento questa configurazione fu sensibilmente modificata con l'apertura di alcune finestre lunettate lungo la suddetta volta e con la costruzione di due cappelle laterali.

## Descrizione
Lo stile della chiesa è tipicamente neoclassico e si inserisce perfettamente nel gusto del periodo (seconda metà del XVIII secolo), caratterizzato da un ritorno all'architettura antica. La pianta basilicale venne preferita alla tradizionale pianta a croce. 

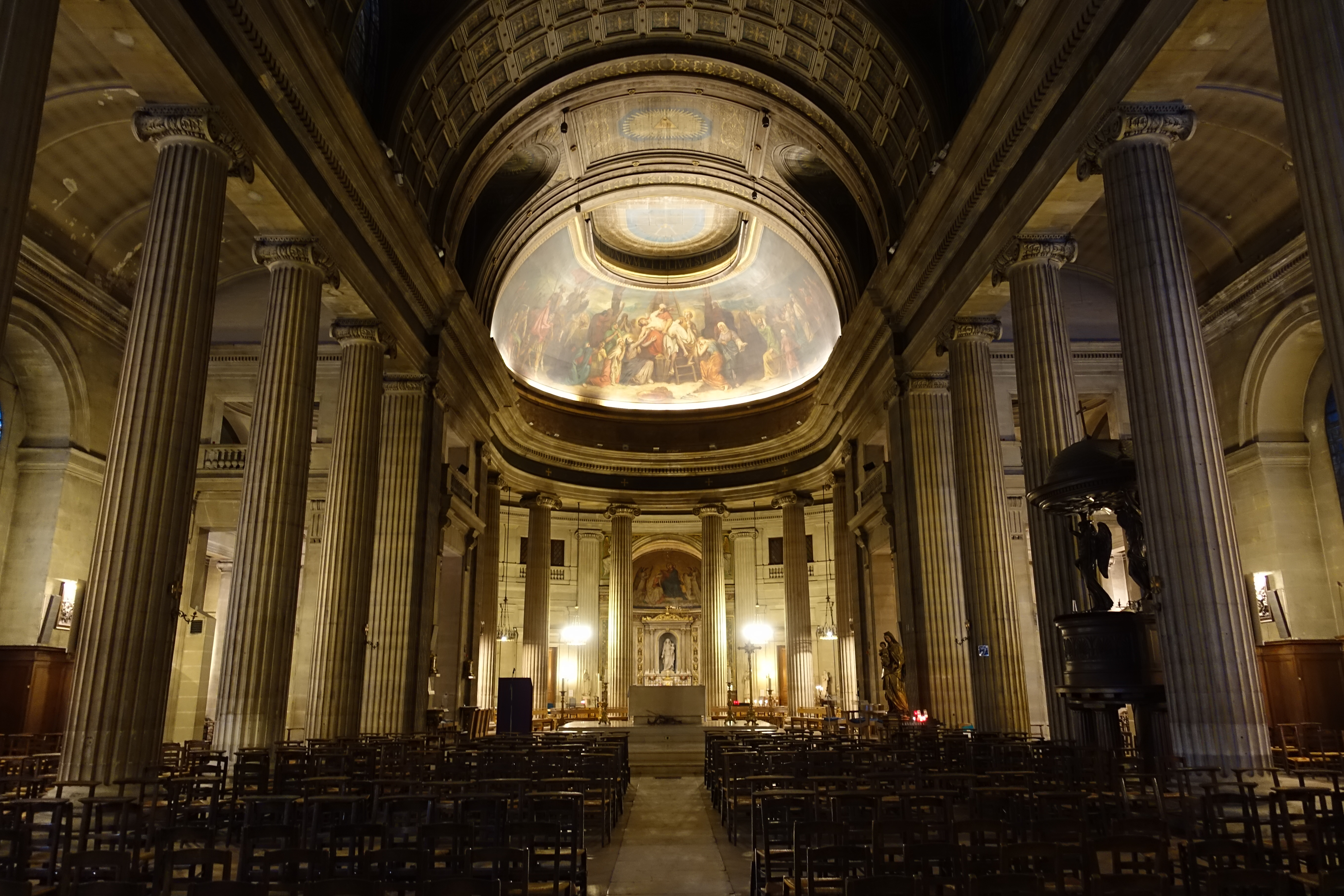
Interno

All'esterno, la chiesa è caratterizzato da una facciata in blocchi di pietra che, in corrispondenza della navata centrale, è schermata da un protiro classicheggiante, che ricorda un tempio antico. Il frontone triangolare è sorretto da quattro colonne doriche ed è ornato da un rilievo dello scultore François-Joseph Duret.
Non sono mai stati realizzati i due campanili previsti dal progetto e la chiesa ha un'unica campana nascosta dietro il frontone della facciata principale.
L'interno della chiesa è a tre navate: la navata centrale e quelle laterali disegnano un quadrato perfetto. La navata centrale è larga il doppio di quelle laterali ed è separata da esse da due file di colonne ioniche che si ricongiungono dietro l'abside, anch'essa sorretta da colonne, formando un apparente deambulatorio, aperto nel 1846. Le due navate laterali hanno una semplice volta a botte cassettonata, mentre quella centrale ha una volta a botte cassettonata con lunette. Il catino absidale, invece, è dipinto e raffigura La deposizione dalla Croce, opera di Théodore Chassériau che realizzò l'affresco nel 1853.
Il coro era un tempo limitato da un muro in emiciclo ornato da nicchie in cui trovavano sede delle statue. Con il restauro del 1843-1846 il muro venne abbattuto e il deambulatorio venne aperto su una cappella, destinata al culto della Vergine Maria, costruita in asse con il coro e con la navata centrale, che attualmente viene utilizzata per le celebrazioni feriali. Svariati altari laterali si trovano lungo le navate laterali in corrispondenza dei grandi finestroni ad arco a tutto sesto che illuminano la chiesa.
Perpendicolarmente al corpo principale, a sinistra del coro, sempre nello stesso periodo venne costruita una cappella del catechismo. 
A questa chiesa s'ispirò per i suoi progetti di edifici religiosi l'architetto Étienne-Hyppolyte Godde.
Sulla cantoria in controfacciata, entro una cassa lignea riccamente scolpita, si trova l'organo a canne costruito nel 1903 da Cavaillé-Coll-Mutin. A trasmissione meccanica, ha 40 registri; la sua consolle dispone di tre tastiere e pedaliera. Un secondo strumento di minori dimensioni, realizzato dalla stessa ditta tre anni prima, è situato nell'ultima campata della navata destra.